# Helena Kirkorowa
Helena Petronela Kirkorowa z Majewskich secundo voto Piórowa, Petronela Majewska (ur. 23 maja 1828 w Starej Wsi, zm. 5 stycznia 1900 w Witebsku) – polska aktorka teatrów wileńskich i krakowskich, agentka i kurierka Rządu Narodowego podczas powstania styczniowego.

## Życiorys
Była córką dzierżawcy majątku Ignacego Majewskiego i Ludwiki z Wierzbickich. Aktorstwa uczyła się w Szkole Dramatycznej w Warszawie. W latach 1843–1846 występowała w teatrach wileńskich, grając początkowo role chłopięce, a następnie także amantki (m.in. Julię w Romeo i Julii). Dzięki dobrym warunkom aktorskim (uroda, swobodna wymowa) była lubiana przez publiczność. Po ślubie z archeologiem Adamem Honorym Kirkorem (1845 lub 1846) zrezygnowała z występów scenicznych. W domu Kirkorów bywało wiele osób ze środowiska naukowego i literackiego. Wśród nich był Władysław Syrokomla, z którym Kirkorowa nawiązała trwający kilka lat romans i z powodu którego w 1857 roku opuściła męża. Zamieszkała w Krakowie wraz z będącą już wdową matką.
W Krakowie dostała angaż w teatrze Juliusza Pfeiffera i w lutym 1858 zadebiutowała jako Tysbe w sztuce Hugo Angelo Malipieri. Jej występ był sukcesem i odtąd Kirkorowa grała główne role, m.in. Amelię w Mazepie Słowackiego czy tytułową Jadwigę w sztuce Aleksandra Przezdzieckiego. Według Karola Estreichera jej grę cechowała „wielka naturalność, spokój i cieniowanie”. Wraz z zespołem występowała gościnnie w Poznaniu, Kaliszu, Koninie, Lublinie, Łodzi i Piotrkowie Trybunalskim.
W połowie 1858 roku Kirkorowa i Syrokomla spotkali się w Poznaniu, wywołując falę plotek – o ich rendez-vous wspominała w pamiętniku Bibianna Moraczewska, pisząc o aktorce, że jest „podobno awanturnicą”. Niedługo później nastąpiło zerwanie związku, które stało się powodem stanów depresyjnych poety, trwających aż do jego śmierci. Kirkorowa wróciła do Krakowa i jeszcze przez półtora roku występowała na scenie, m.in. w napisanej przez Syrokomlę na jej benefis sztuce Możnowładcy i sierota. Po konflikcie z Pfeifferem zrezygnowała z występów w krakowskim teatrze.
W połowie 1860 roku aktorka wraz z matką zamieszkały w Warszawie. Kirkorowa nie kontynuowała jednak kariery aktorskiej, ale włączyła się do przedpowstaniowego ruchu patriotycznego. Podczas powstania styczniowego była kurierką i agentką Rządu Narodowego. Jeździła do Krakowa i Wilna, przewożąc pieniądze i dokumenty, jej mieszkanie w Warszawie było punktem konspiracyjnym. Mieszkały u niej osoby zaangażowane w powstanie, m.in. Jan Koziełł-Poklewski.
Od 1 listopada 1863 roku u Kirkorowej, w specjalnie wynajętym w tym celu mieszkaniu przy ul. Smolnej, pod nazwiskiem Michała Czarneckiego zaczął ukrywać się Romuald Traugutt. Kirkorowa organizowała łączność z dyktatorem powstania, przekazując przez łączniczki korespondencję i rozkazy. Po aresztowaniu Traugutta w nocy 10 kwietnia 1864 Kirkorowej od razu nie zatrzymano i zdążyła przekazać dalej część dokumentów. Aresztowana dzień później, popełniła nieostrożność, wysyłając do matki gryps z prośbą o ostrzeżenie powiązanych z nią osób, przejęty przez śledczych, wskutek czego zatrzymano jej matkę i jedną z łączniczek, a sprawę Kirkorowej dołączono do procesu Traugutta i innych członków Rządu Narodowego. Po zakończeniu śledztwa była więziona w Cytadeli.
29 lipca 1864 Kirkorowa została skazana przez Sąd Wojenny Polowy na osiedlenie na Syberii z pozbawieniem wszystkich praw (matka została wcześniej zwolniona i oddana pod dozór policyjny), a 30 lipca Audytoriat Polowy dołączył do kary 8 lat ciężkich robót. 10 sierpnia została wywieziona na Syberię, karę odbywała w warzelniach soli w Usolach. Po amnestiach z roku 1866 i 1867 zamieszkała w Irkucku, gdzie próbowała wrócić na scenę, jednak bez powodzenia.
W Irkucku poznała zesłańca Antoniego Pióro-Dębińskiego i wyszła za niego za mąż (pierwszy mąż uzyskał rozwód niedługo po jej zesłaniu na Syberię). Po odbyciu kary Piórowie zamieszkali koło Mohylewa. Owdowiawszy, Helena przeniosła się do Witebska, gdzie 5 stycznia 1900 roku zmarła.

## Upamiętnienie
W 2023 roku jej imieniem nazwano aleję parkową w parku Romualda Traugutta w Warszawie.